# Petra Kamstra
Petra Kamstra (née le 18 mars 1974) est une joueuse de tennis néerlandaise, professionnelle dans les années 1990.
Elle a atteint le 70e rang mondial en simple le 2 octobre 1995 et le 97e en double le 6 novembre 1995.
Pendant sa carrière, elle a gagné 1 tournoi WTA en double.

## Palmarès

### Titre en double dames
| No | Date       | Nom et lieu du tournoi | Catégorie | Dotation  | Surface    | Partenaire  | Finalistes                  | Score         |          |
| -- | ---------- | ---------------------- | --------- | --------- | ---------- | ----------- | --------------------------- | ------------- | -------- |
| 1  | 02/10/1995 | Wismilak Open Surabaya | Tier IV   | 107 500 $ | Dur (ext.) | Tina Križan | Nana Miyagi Stephanie Reece | 2-6, 6-4, 6-1 | Parcours |

### Finale en double dames
Aucune

## Parcours en Grand Chelem

### En simple dames
| Année | Open d'Australie | Open d'Australie | Internationaux de France | Internationaux de France | Wimbledon       | Wimbledon        | US Open         | US Open      |
| 1991  | 3e tour (1/16)   | Sabine Appelmans | -                        | -                        | 1er tour (1/64) | M.J. Fernández   | -               | -            |
| 1992  | 1er tour (1/64)  | Nathalie Housset | -                        | -                        | -               | -                | -               | -            |
| 1993  | -                | -                | -                        | -                        | -               | -                | 1er tour (1/64) | Julie Halard |
| 1994  | -                | -                | 1er tour (1/64)          | Judith Wiesner           | -               | -                | -               | -            |
| 1995  | -                | -                | -                        | -                        | 4e tour (1/8)   | C. Martínez      | 1er tour (1/64) | L. Davenport |
| 1996  | -                | -                | 2e tour (1/32)           | Petra Langrová           | 1er tour (1/64) | Nathalie Tauziat | -               | -            |

À droite du résultat, l’ultime adversaire.

### En double dames
| Année | Open d'Australie | Open d'Australie | Internationaux de France    | Internationaux de France | Wimbledon                  | Wimbledon                | US Open | US Open |
| 1995  | -                | -                | -                           | -                        | 1er tour (1/32) Y. Basting | A. Coetzer Gorrochategui | -       | -       |
| 1996  | -                | -                | 1er tour (1/32) Tina Križan | Rika Hiraki N. Kijimuta  | -                          | -                        | -       | -       |
| 1998  | -                | -                | 1er tour (1/32) S. Rottier  | A. Kournikova L. Neiland | -                          | -                        | -       | -       |

Sous le résultat, la partenaire ; à droite, l’ultime équipe adverse.

## Classements WTA en fin de saison

### En simple
| Année | 1990 | 1991 | 1992 | 1993 | 1994 | 1995 | 1996 | 1998 |
| Rang  | 293  | 121  | 279  | 196  | 137  | 76   | 203  | 414  |

Source : (en) « Classements de Petra Kamstra », sur le site officiel du WTA Tour

### En double
| Année | 1990 | 1991 | 1992 | 1993 | 1994 | 1995 | 1996 |
| Rang  | 544  | 515  | 406  | 284  | 385  | 98   | 758  |

Source : (en) « Classements de Petra Kamstra », sur le site officiel du WTA Tour